# Saint-Laurent-d'Arce
 Saint-Laurent-d'Arce  es una población y comuna francesa, situada en la región de Aquitania, departamento de Gironda, en el distrito de Burdeos y cantón de Saint-André-de-Cubzac.

## Demografía
| 703 | 782 | 877 | 1020 | 1140 | 1057 |
| Para los censos de 1962 a 1999 la población legal corresponde a la población sin duplicidades (Fuente: INSEE [Consultar]) |     |     |      |      |      |